# Палац Жевахова
Палац Жевахова (також відомий як «Відьомський дім» та садиба Дашковських) — історичний будинок на Жеваховій горі в Одесі, розташований за адресою Жевахова гора, 5. Це єдина стара будівля на горі, яку часто помилково пов'язують з іменем генерал-майора князя Івана Жевахова. Насправді маєток самого князя знаходився в селі Латівка (колишня Котовка), а будинок на горі, ймовірно, був заміською дачею родини Дашковських.

## Історія

### Помилкова атрибуція
Жевахова гора отримала свою назву на честь генерал-майора князя Івана Семеновича Жевахова (Джавахішвілі), учасника війни 1812 року, який у першій половині XIX століття отримав у подарунок від імператора Олександра I землі між Хаджибейським та Куяльницьким лиманами. У 1833 році він передав частину своїх земель місту для будівництва бальнеологічного курорту на Куяльницькому лимані. Справжній маєток князя знаходився в селі Латівка, однак будинок на горі в народі почали пов'язувати з його іменем.

### Садиба Дашковських
Згідно з дослідженнями краєзнавців та свідченнями нащадків, будинок на Жеваховій горі, 5 був заміською дачею Максима Яковича Дашковського та його дружини Марії Іванівни Дашковської-Пономаренко. Ймовірно, він був збудований у період між 1890 та 1900 роками. Максим Дашковський був співвласником готелю на Приморському бульварі, але після приходу радянської влади уклав угоду, за якою віддав готельний бізнес в обмін на збереження заміського будинку, куди й переїхала його родина.
Будинок залишався житловим до 2002 року, після чого останній господар виїхав до Києва. Покинута будівля почала занепадати, її неодноразово грабували та підпалювали. З часом половина будинку обвалилася.

## Архітектура та легенди
Будинок мав підвал із двома входами до катакомб: один вів до села Усатове, інший — до Куяльницького лиману. Вхід з підвалу був засипаний під час Другої світової війни.
Через своє ізольоване розташування та таємничі входи в катакомби місцеві жителі прозвали будинок «Відьомським домом». Виникли легенди, нібито «хто ввійде до нього, той уже не повернеться». Також будинок помилково пов'язували зі «штабом Григорія Котовського».

## Сучасний стан
На сьогодні будинок перебуває в напівзруйнованому стані. Частину будівлі, що вціліла, намагаються врятувати волонтери з «Федерації порятунку тварин», які облаштували там притулок для врятованих тварин. На стіні притулку одеська художниця Анастасія Білоус створила мурал із зображенням тварин, що символізує доброту та любов.